# 日本のインターチェンジ一覧 あ行
| あ行 | か行 | さ行 | た行 | な行 | は行 | ま行 | や-わ行 |

日本のインターチェンジ一覧 あ行（にっぽんのインターチェンジいちらん あぎょう）は、日本の道路のインターチェンジ（IC）・ジャンクション（JCT）・都市高速道路などの出入口（ランプ）・本線料金所（TB）のうち、あ行の文字で始まるものの一覧である。
読みを付け、同名・同表記のIC・JCTには道路名も付けた。

## あ行

### あ
- 相生インターチェンジ（あいおい）
- 愛山上川インターチェンジ（あいざんかみかわ）
- 藍住インターチェンジ（あいずみ）
- 合津インターチェンジ（あいつ）
- 会津坂下インターチェンジ（あいづばんげ）
- 会津若松インターチェンジ（あいづわかまつ）
- 会津若松北インターチェンジ（あいづわかまつきた）
- 藍那出入口（あいな）
- 相浦中里インターチェンジ（あいのうらなかざと）
- 愛別インターチェンジ（あいべつ）
- 姶良インターチェンジ（あいら）
- アイランドシティ出入口（アイランドシティ）
- 青垣インターチェンジ（あおがき）
- 青森インターチェンジ（あおもり）
- 青森ジャンクション（あおもり）
- 青森中央インターチェンジ（あおもりちゅうおう）
- 青森中央本線料金所（あおもりちゅうおう）
- 青森東インターチェンジ（あおもりひがし）
- 青谷インターチェンジ（あおや）
- 阿賀インターチェンジ（あが）
- 赤川インターチェンジ（あかがわ）
- 赤城インターチェンジ（あかぎ）
- 赤坂ランプ（あかさか）
- 赤碕中山インターチェンジ（あかさきなかやま）
- 明石西インターチェンジ（あかしにし）
- 明石西料金所（あかしにし）
- 阿寒インターチェンジ（あかん）
- 安岐インターチェンジ（あき）
- 秋田北インターチェンジ（あきたきた）
- 秋田空港インターチェンジ（あきたくうこう）
- 秋田空港本線料金所（あきたくうこう）
- 秋田中央インターチェンジ（あきたちゅうおう）
- 秋田南インターチェンジ（あきたみなみ）
- 安芸西インターチェンジ（あきにし）- 建設中
- 秋吉台インターチェンジ（あきよしだい）
- あきる野インターチェンジ（あきるの）
- 阿久比インターチェンジ（あぐい）
- 阿久根インターチェンジ（あくね）
- 阿久根北インターチェンジ（あくねきた）
- 明石インターチェンジ（あけいし）
- 赤穂インターチェンジ（あこう）
- 朝倉インターチェンジ (愛知県)（あさくら：西知多産業道路）
- 朝倉インターチェンジ (福岡県)（あさくら：大分自動車道）
- 朝来インターチェンジ（あさご）
- 朝地インターチェンジ（あさじ）
- 朝田インターチェンジ（あさだ）
- 浅田出入口（あさだ）
- 安里インターチェンジ（あさと）
- 旭インターチェンジ (石川県)（あさひ：金沢外環状道路）
- 旭インターチェンジ（あさひ：浜田自動車道）
- 朝日インターチェンジ（あさひ：北陸自動車道）
- 旭川北インターチェンジ（あさひかわきた）
- 旭川鷹栖インターチェンジ（あさひかわたかす）
- 朝比奈インターチェンジ（あさひな）
- 朝日まほろばインターチェンジ（あさひまほろば）
- 朝日三面インターチェンジ（あさひみおもて）
- 朝熊インターチェンジ（あさま）
- 朝熊料金所（あさま）- 廃止
- 朝里インターチェンジ（あさり）
- 朝里本線料金所（あさり）
- 足利インターチェンジ（あしかが）
- 鰺ヶ沢インターチェンジ（あじがさわ）
- 足柄スマートインターチェンジ（あしがら）
- 芦刈インターチェンジ（あしかり）
- 芦刈南インターチェンジ（あしかりみなみ）
- 安治川出入口（あじかわ）
- 芦北インターチェンジ（あしきた）
- 阿知須インターチェンジ（あじす）
- 芦ノ湖大観インターチェンジ（あしのこたいかん）
- 芦原出口（あしはら）
- 安心院インターチェンジ（あじむ）
- 芦屋出入口（あしや）
- 芦屋本線料金所（あしや）
- 足寄インターチェンジ（あしょろ）
- 安代インターチェンジ（あしろ）
- 安代ジャンクション（あしろ）
- 梓川スマートインターチェンジ（あずさがわ）
- 阿曽ランプ（あそ）
- 阿蘇西インターチェンジ（あそにし）
- 安宅スマートインターチェンジ（あたか）
- 愛宕ジャンクション（あたご）
- 愛宕出入口（あたご）
- 足立出入口（あだち）
- 足立入谷出入口（あだちいりや）
- 熱海峠インターチェンジ（あたみとうげ）
- 厚木インターチェンジ（あつぎ）
- 厚木西インターチェンジ（あつぎにし）
- 厚木PAスマートインターチェンジ（あつぎぱーきんぐえりあスマート）
- 厚木南インターチェンジ（あつぎみなみ）
- 厚真インターチェンジ（あつま）
- あつみ温泉インターチェンジ（あつみおんせん）
- 安曇野インターチェンジ（あづみの）
- 穴川インターチェンジ（あながわ）
- 穴水インターチェンジ（あなみず）
- 阿南インターチェンジ（あなん）
- 姉崎袖ケ浦インターチェンジ（あねさきそでがうら）
- 虻田洞爺湖インターチェンジ（あぶたとうやこ）
- 虻田洞爺湖仮出入口（あぶたとうやこ：廃止）
- 油坂峠料金所（あぶらさかとうげ）
- 阿倍野入口（あべの）
- 尼崎インターチェンジ（あまがさき）
- 尼崎本線料金所（あまがさき）
- 尼崎末広出入口（あまがさきすえひろ）
- 尼崎西出入口（あまがさきにし）
- 尼崎東出口（あまがさきひがし）
- 尼崎東海岸出入口（あまがさきひがしかいがん）
- 天瀬高塚インターチェンジ（あまがせたかつか）
- 甘木インターチェンジ（あまぎ）
- 天城高原インターチェンジ（あまぎこうげん）
- 余部インターチェンジ（あまるべ）
- 阿見東インターチェンジ（あみひがし）
- 綾瀬スマートインターチェンジ（あやせスマート）
- 綾部インターチェンジ（あやべ）
- 綾部ジャンクション（あやべ）
- 綾部安国寺インターチェンジ（あやべあんこくじ）
- 新井宿出入口（あらいじゅく）
- 新井スマートインターチェンジ（あらい）
- 荒尾インターチェンジ（あらお）
- 荒川胎内インターチェンジ（あらかわたいない）
- 荒島インターチェンジ（あらしま）
- 新野インターチェンジ（あらたの）仮称
- 有明ジャンクション（ありあけ）
- 有明出入口（ありあけ）
- 有明北インターチェンジ（ありあけきた）
- 有明東インターチェンジ（ありあけひがし）
- 有田インターチェンジ（ありだ）
- 有田南インターチェンジ（ありだみなみ）
- 有馬口ジャンクション（ありまぐち）
- 有馬口出入口（ありまぐち）
- 有松インターチェンジ（ありまつ）
- 粟崎インターチェンジ（あわがさき）
- 阿波座ジャンクション（あわざ）
- 阿波座出入口（あわざ）
- 淡路インターチェンジ（あわじ）
- 淡路料金所（あわじ）
- 淡路北スマートインターチェンジ（あわじきたスマート）
- 淡路島中央スマートインターチェンジ（あわじしまちゅうおうスマート）
- 淡路島南インターチェンジ（あわじしまみなみ）
- 安行出入口（あんぎょう）
- 安八スマートインターチェンジ（あんぱち）

### い
- 飯倉出入口（いいくら）
- 飯田インターチェンジ (秋田県)（いいだ：大曲西道路）
- 飯田インターチェンジ（いいだ：中央自動車道）
- 飯田上久堅・喬木富田インターチェンジ（いいだかみひさかた・たかぎとみだ）
- 飯田橋出入口（いいだばし）
- 飯田山本インターチェンジ（いいだやまもと）
- 伊岡インターチェンジ（いおか）
- 伊賀インターチェンジ（いが）
- 伊賀一之宮インターチェンジ（いがいちのみや）
- 碇ヶ関インターチェンジ（いかりがせき）
- 井川池田インターチェンジ（いかわいけだ）
- 伊川谷インターチェンジ（いかわだに）
- 伊川谷ジャンクション（いかわだに）
- 生田川出入口（いくたがわ）
- 生口島北インターチェンジ（いくちじまきた）
- 生口島南インターチェンジ（いくちしまみなみ）
- 生野ランプ（いくの）
- 生野北第一ランプ（いくのきただいいち）
- 生野北第二ランプ（いくのきただいに）
- 居組インターチェンジ（いぐみ）
- 池尻出入口（いけじり）
- 池田インターチェンジ（いけだ）
- 池田出入口（いけだ）
- 池田本線料金所（いけだ）
- 池田木部第一出入口（いけだきべ）
- 池田木部第二出入口（いけだきべ）
- 池武当インターチェンジ（いけんとう）
- 生駒インターチェンジ (愛知県)（いこま：衣浦豊田道路）
- 生駒インターチェンジ (奈良県)（いこま：阪奈道路）
- 伊崎田インターチェンジ（いさきだ）
- 諫早インターチェンジ（いさはや）
- 石岡小美玉スマートインターチェンジ（いしおかおみたま）
- 石川インターチェンジ（いしかわ）
- 石川町入口（いしかわちょう）
- 石川町ジャンクション（いしかわちょう）
- 石川母畑インターチェンジ（いしかわぼばた）
- 石津出入口（いしづ）
- 石巻女川インターチェンジ（いしのまきおながわ）
- 石巻河南インターチェンジ（いしのまきかなん）
- 石巻港インターチェンジ（いしのまきこう）
- 石巻港本線料金所（いしのまきこう）
- 石橋インターチェンジ（いしばし）
- 石丸入口（いしまる）
- 石山インターチェンジ（いしやま）
- 伊集院インターチェンジ（いじゅういん）
- 伊豆長岡インターチェンジ（いずながおか）
- 泉インターチェンジ（いずみ：東北自動車道）
- 出水インターチェンジ（いずみ：南九州西回り自動車道）
- 泉本線料金所（いずみ）
- 泉大津出入口（いずみおおつ）
- 泉大津本線料金所（いずみおおつ）
- 出水北インターチェンジ（いずみきた）
- 泉佐野インターチェンジ（いずみさの）
- 泉佐野ジャンクション（いずみさの）
- 泉佐野北出入口（いずみさのきた）
- 泉佐野南出入口（いずみさのみなみ）
- 泉PAスマートインターチェンジ（いすみぱーきんぐえりあスマート）
- 出雲インターチェンジ（いずも）
- 出雲多伎インターチェンジ（いずもたき）
- 出流原スマートインターチェンジ（いずるはらスマート）
- 伊勢インターチェンジ（いせ）
- 伊勢本線料金所（いせ）
- 伊勢崎インターチェンジ（いせさき）
- 伊勢関インターチェンジ（いせせき）
- 伊勢西インターチェンジ（いせにし）
- 伊勢原インターチェンジ（いせはら）
- 伊勢原ジャンクション（いせはら）
- 伊勢原大山インターチェンジ（いせはらおおやま）
- 伊祖インターチェンジ（いそ）
- 磯子出入口（いそご）
- 潮来インターチェンジ（いたこ）
- 板付出入口（いたづけ）
- 板野インターチェンジ（いたの）
- 板橋ジャンクション（いたばし）
- 板橋本町出入口（いたばしほんちょう）
- 板屋インターチェンジ（いたや）
- 市川本線料金所（いちかわ）
- 市川ランプ（いちかわ）
- 市川北インターチェンジ（いちかわきた : 東京外環自動車道）
- 市川北ランプ（いちかわきた：播但連絡道路）
- 市川中央インターチェンジ（いちかわちゅうおう）
- 市川南インターチェンジ（いちかわみなみ：東京外環自動車道）
- 市川南ランプ（いちかわみなみ：播但連絡道路）
- 市来インターチェンジ（いちき）
- 一志嬉野インターチェンジ（いちしうれしの）
- 一之江出入口（いちのえ）
- 一関インターチェンジ（いちのせき）
- 一ノ橋ジャンクション（いちのはし）
- 一戸インターチェンジ（いちのへ）
- 一宮インターチェンジ（いちのみや）
- 一宮ジャンクション（いちのみや）
- 一宮稲沢北インターチェンジ（いちのみやいなざわきた）
- 一宮木曽川インターチェンジ（いちのみやきそがわ）
- 一宮中入口（いちのみやなか）
- 一宮西インターチェンジ（いちのみやにし）
- 一宮西春出入口（いちのみやにしはる）
- 一宮東出入口（いちのみやひがし）
- 一宮御坂インターチェンジ（いちのみやみさか）
- 一宮南出口（いちのみやみなみ）
- 市原インターチェンジ（いちはら）
- 市原鶴舞インターチェンジ（いちはらつるまい）
- 壱分ランプ（いちぶ）
- 五日市インターチェンジ（いつかいち）
- 一本松インターチェンジ (奈良県)（いっぽんまつ：名阪国道）
- 一本松インターチェンジ (岡山県)（いっぽんまつ：岡山ブルーライン）
- 井手園出入口（いでぞの）
- 糸魚川インターチェンジ（いといがわ）
- 伊藤田インターチェンジ（いどうだ）
- 糸崎ランプ（いとさき）
- 伊那インターチェンジ（いな）
- 稲敷インターチェンジ（いなしき）
- 稲敷東インターチェンジ（いなしきひがし）
- いなべインターチェンジ（いなべ）
- 印南インターチェンジ（いなみ）
- 猪苗代磐梯高原インターチェンジ（いなわしろばんだいこうげん）
- 犬飼インターチェンジ（いぬかい）
- 犬丸インターチェンジ（いぬまる）
- 犬山インターチェンジ（いぬやま）
- 犬山料金所（いぬやま）
- 伊野インターチェンジ（いの）
- 茨木インターチェンジ（いばらき）
- 茨木本線料金所（いばらき）
- 茨城空港北インターチェンジ（いばらきくうこうきた）
- 茨木千提寺インターチェンジ（いばらきせんだいじ）
- 茨城町ジャンクション（いばらきまち）
- 茨城町西インターチェンジ（いばらきまちにし）
- 茨城町東インターチェンジ（いばらきまちひがし）
- 伊北インターチェンジ（いほく）
- 今井インターチェンジ (神奈川県)（いまい：横浜新道）
- 今井インターチェンジ (愛知県)（いまい：尾張パークウェイ）
- 今泉インターチェンジ（いまいずみ）
- 今市インターチェンジ（いまいち）
- 今井南インターチェンジ（いまいみなみ）
- 今川スマートインターチェンジ（いまがわスマート）
- 今宿インターチェンジ（いまじゅく）
- 今庄インターチェンジ（いまじょう）
- 今津ランプ（いまづ）
- 今浜インターチェンジ（いまはま）
- 今治インターチェンジ（いまばり）
- 今治朝倉インターチェンジ（いまばりあさくら）
- 今治北インターチェンジ（いまばりきた）
- 今治湯ノ浦インターチェンジ（いまばりゆのうら）
- 今福インターチェンジ（いまふく）
- 今町ジャンクション（いままち）
- 今町インターチェンジ (石川県)（いままち：津幡バイパス）
- 今町インターチェンジ (宮崎県)（いままち：都城志布志道路）
- 伊予インターチェンジ（いよ）
- いよ小松インターチェンジ（いよこまつ）
- いよ小松ジャンクション（いよこまつ）
- いよ小松北インターチェンジ（いよこまつきた）
- いよ西条インターチェンジ（いよさいじょう）
- いらがわインターチェンジ（いらがわ）
- 入谷出入口（いりや）
- 入間インターチェンジ（いるま）
- 岩インターチェンジ（いわ）
- 岩井インターチェンジ（いわい）
- 岩井崎インターチェンジ（いわいさき）
- 岩泉南インターチェンジ（いわいずみみなみ）
- 岩泉龍泉洞インターチェンジ（いわいずみりゅうせんどう）
- 岩城インターチェンジ（いわき）
- いわきジャンクション（いわき）
- いわき小名浜インターチェンジ（いわきおなはま）
- いわき中央インターチェンジ（いわきちゅうおう）
- いわき勿来インターチェンジ（いわきなこそ）
- いわき三和インターチェンジ（いわきみわ）
- いわき湯本インターチェンジ（いわきゆもと）
- いわき四倉インターチェンジ（いわきよつくら）
- 岩国インターチェンジ（いわくに）
- 岩黒島インターチェンジ（いわくろじま）
- 磐田インターチェンジ（いわた）
- 岩槻インターチェンジ（いわつき）
- 岩出根来インターチェンジ（いわでねごろ）
- 岩沼インターチェンジ（いわぬま）
- 岩舟ジャンクション（いわふね）
- 岩間インターチェンジ（いわま）
- 岩美インターチェンジ（いわみ）
- 岩見沢インターチェンジ（いわみざわ）
- 石見福光インターチェンジ（いわみふくみつ）
- 石見三隅インターチェンジ（いわみみすみ）
- 岩屋インターチェンジ（いわや）
- 院内インターチェンジ（いんない）
- 因島北インターチェンジ（いんのしまきた）
- 因島南インターチェンジ（いんのしまみなみ）
- 院庄インターチェンジ（いんのしょう）

### う
- 植木インターチェンジ（うえき）
- 植田インターチェンジ（うえだ）
- 上田菅平インターチェンジ（うえだすがだいら）
- 上野インターチェンジ（うえの：名阪国道）
- 上野出入口（うえの：首都高速道路）
- 上野原インターチェンジ（うえのはら：中央道）
- 上野東インターチェンジ（うえのひがし）
- 上野吉無田インターチェンジ（うえのよしむた）
- 魚崎出入口（うおざき）
- 魚崎浜出入口（うおざきはま）
- 魚津インターチェンジ（うおづ）
- 魚沼インターチェンジ（うおぬま）
- 有漢インターチェンジ（うかん）
- 浮島インターチェンジ (北海道)（うきしま：旭川紋別自動車道）
- 浮島インターチェンジ (神奈川県)（うきしま：首都高速道路湾岸線・東京湾アクアライン）
- 宇城氷川スマートインターチェンジ（うきひかわスマート）
- 宇佐インターチェンジ（うさ）
- 牛久阿見インターチェンジ（うしくあみ）
- 牛田インターチェンジ（うしだ）
- 牛田本線料金所（うしだ）
- 宇治田原インターチェンジ（うじたわら）
- 宇品出入口（うじな）
- 宇治西インターチェンジ（うじにし）
- 氏乗インターチェンジ（うじのり）
- 宇治東インターチェンジ（うじひがし）
- 碓氷軽井沢インターチェンジ（うすいかるいざわ）
- 臼杵インターチェンジ（うすき）
- 歌津インターチェンジ（うたつ）
- 歌津北インターチェンジ（うたつきた）
- 内海インターチェンジ（うちうみ）計画
- 内子五十崎インターチェンジ（うちこいかざき）
- 内灘インターチェンジ（うちなだ）
- 内灘料金所（うちなだ）
- 内灘白帆台インターチェンジ（うちなだしらほだい）
- 内日角インターチェンジ（うちひすみ）
- 宇都宮インターチェンジ（うつのみや）
- 宇都宮上三川インターチェンジ（うつのみやかみのかわ）
- 雲梯ランプ（うなて）
- 鵜沼インターチェンジ（うぬま）
- 鵜沼北インターチェンジ（うぬまきた）
- 鵜ノ子インターチェンジ（うのこ）
- 鵜の巣断崖インターチェンジ（うのすだんがい）
- 姥ヶ山インターチェンジ（うばがやま）
- 宇部インターチェンジ（うべ）
- 宇部ジャンクション（うべ）
- 宇部本線料金所（うべ）
- 宇部東インターチェンジ（うべひがし）
- 宇部南インターチェンジ（うべみなみ）
- 馬木インターチェンジ（うまき：東広島呉自動車道）
- 馬木出入口（うまき：広島高速道路1号線）
- 馬島インターチェンジ（うましま）
- 梅北インターチェンジ（うめきた）
- 梅田インターチェンジ（うめだ）
- 梅田出入口（うめだ）
- 梅之郷インターチェンジ（うめのごう）
- 浦賀インターチェンジ（うらが）
- 浦川インターチェンジ（うらかわ）
- 浦川原インターチェンジ（うらがわら）
- 浦富インターチェンジ（うらどめ）
- 浦幌インターチェンジ（うらほろ）
- 浦安出入口（うらやす）
- 浦和インターチェンジ（うらわ）
- 浦和本線料金所（うらわ）
- 浦和北出入口（うらわきた）
- 浦和中央出入口（うらわちゅうおう）
- 浦和南出入口（うらわみなみ）
- 浦和南本線料金所（うらわみなみ）
- 瓜破本線料金所（うりわり）
- 嬉野インターチェンジ（うれしの）
- 宇和島朝日インターチェンジ（うわじまあさひ）
- 宇和島北インターチェンジ（うわじまきた）
- 宇和島坂下津インターチェンジ（うわじまさかしづ）
- 宇和島別当インターチェンジ（うわじまべっとう）
- 宇和島南インターチェンジ（うわじまみなみ）
- 上棚矢駄インターチェンジ（うわだなやだ）
- 雲南加茂スマートインターチェンジ（うんなんかもスマート）
- 雲南吉田インターチェンジ（うんなんよしだ）

### え
- 頴娃インターチェンジ（えい）
- 永福出入口（えいふく）
- 永福本線料金所（えいふく）
- 永平寺インターチェンジ（えいへいじ）
- 永平寺参道インターチェンジ（えいへいじさんどう）
- 江上インターチェンジ（えがみ）
- 恵下谷ランプ（えげだに）
- 江刺田瀬インターチェンジ（えさしたせ）
- 枝川インターチェンジ（えだがわ：高知松山自動車道高知西バイパス）
- 枝川出口（えだがわ：首都高速道路9号深川線）
- 枝光出入口（えだみつ）
- 越後川口インターチェンジ（えちごかわぐち）
- 絵堂インターチェンジ（えどう）
- 江戸橋出入口（えどばし）
- 江戸橋ジャンクション（えどばし）
- 恵那インターチェンジ（えな）
- 恵庭インターチェンジ（えにわ）
- 榎田出入口（えのきだ）
- 荏原出入口（えばら）
- 海老江ジャンクション（えびえ）
- 海老江出入口（えびえ）
- 海老ヶ瀬インターチェンジ（えびがせ）
- えびすジャンクション（えびす）
- えびす町入口（えびすちょう）
- 海老名インターチェンジ（えびな）
- 海老名ジャンクション（えびな）
- 海老名南ジャンクション（えびなみなみ）
- えびのインターチェンジ（えびの）
- えびのジャンクション（えびの）
- 江別西インターチェンジ（えべつにし）
- 江別東インターチェンジ（えべつひがし）
- 江間インターチェンジ（えま）
- 江間料金所（えま）
- 遠軽インターチェンジ（えんがる）
- 遠軽瀬戸瀬インターチェンジ（えんがるせとせ）

### お
- 小池高山インターチェンジ（おいけたかやま）
- 追分町インターチェンジ（おいわけちょう）
- 扇大橋出入口（おうぎおおはし）
- 扇町出入口（おうぎまち）
- 王子北出入口（おうじきた）
- 王子南出入口（おうじみなみ）
- 青梅インターチェンジ（おうめ）
- 逢谷内インターチェンジ（おうやち）
- 大朝インターチェンジ（おおあさ）
- 大網白里スマートインターチェンジ（おおあみしらさとスマート）
- 大井インターチェンジ（おおい）
- 大井出入口（おおい）
- 大井ジャンクション（おおい）
- 大井本線料金所（おおい）
- 大泉インターチェンジ（おおいずみ）
- 大泉ジャンクション（おおいずみ）
- 大磯インターチェンジ（おおいそ）
- 大磯港インターチェンジ（おおいそこう）
- 大磯西インターチェンジ（おおいそにし）
- 大磯東インターチェンジ（おおいそひがし）
- 大分インターチェンジ（おおいた）
- 大飯高浜インターチェンジ（おおいたかはま）
- 大分農業文化公園インターチェンジ（おおいたのうぎょうぶんかこうえん）
- 大分光吉インターチェンジ（おおいたみつよし）
- 大分宮河内インターチェンジ（おおいたみやがわうち）
- 大分米良インターチェンジ（おおいためら）
- 大井松田インターチェンジ（おおいまつだ）
- 大井南出入口（おおいみなみ）
- 大内インターチェンジ（おおうち）
- 大内インターチェンジ (秋田県)（おおうち）
- 大内ジャンクション（おおうち）
- 大垣インターチェンジ（おおがき）
- 大垣西インターチェンジ（おおがきにし）
- 大潟スマートインターチェンジ（おおがたスマート）
- 大川中央インターチェンジ（おおかわちゅうおう）
- 大川東インターチェンジ（おおかわひがし）
- 仰木雄琴インターチェンジ（おおぎおごと）
- 大久保インターチェンジ（おおくぼ）
- 大熊インターチェンジ（おおくま）
- 大蔵谷インターチェンジ（おおくらだに）
- 大桑インターチェンジ（おおくわ）
- 大阪空港出入口（おおさかくうこう）
- 大阪空港本線料金所（おおさかくうこう）
- 大崎インターチェンジ (鹿児島県)（おおさき）
- 大佐スマートインターチェンジ（おおさスマート）
- 大沢インターチェンジ (栃木県)（おおさわ）
- 大塩別所ランプ（おおしおべっしょ）
- 大島北インターチェンジ（おおしまきた）
- 大島南インターチェンジ（おおしまみなみ）
- 大州出入口（おおず）
- 大洲インターチェンジ（おおず）
- 大洲料金所（おおず）
- 大洲北インターチェンジ（おおずきた）
- 大洲北只インターチェンジ（おおずきたただ）
- 大洲肱南インターチェンジ（おおずこうなん）
- 大洲冨士インターチェンジ（おおずとみす）
- 大洲松尾料金所（おおずまつお）
- 大洲南インターチェンジ（おおずみなみ）
- 大沢インターチェンジ (兵庫県)（おおぞお）
- 太田インターチェンジ（おおた）
- 大田インターチェンジ (山口県)（おおだ）
- 大田朝山インターチェンジ（おおだあさやま）
- 大平インターチェンジ (静岡県)（おおだいら）
- 大田中央・三瓶山インターチェンジ（おおだちゅうおう・さんべさん）
- 大高インターチェンジ（おおだか）
- 大高出入口（おおだか）
- 大高本線料金所（おおだか）
- 太田桐生インターチェンジ（おおたきりゅう）
- 大竹インターチェンジ（おおたけ）
- 大竹ジャンクション（おおたけ）（建設中：岩国大竹道路を分岐予定）
- 大竹西インターチェンジ（おおたけにし）
- 太田強戸スマートインターチェンジ（おおたごうどスマート）
- 大館北インターチェンジ（おおだてきた）
- 大館能代空港インターチェンジ（おおだてのしろくうこう）
- 大館南インターチェンジ（おおだてみなみ）
- 大谷インターチェンジ（おおたに：鳥取豊岡宮津自動車道）
- 大谷ジャンクション（おおたに）
- 大谷出入口（おおたに：北九州高速道路）
- 太田藪塚インターチェンジ（おおたやぶづか）
- 大津インターチェンジ (滋賀県)（おおつ：名神高速道路）
- 大津インターチェンジ (熊本県)（おおづ：国道57号北側復旧ルート）
- 大津ジャンクション（おおつ）
- 大月インターチェンジ（おおつき）
- 大月ジャンクション（おおつき）
- 大槌インターチェンジ（おおつち）
- 大津東インターチェンジ（おおづひがし）
- 大手町出入口（おおてまち）
- 大豊インターチェンジ（おおとよ）
- 大沼公園インターチェンジ（おおぬまこうえん）
- 大沼公園本線料金所（おおぬまこうえん）
- 大野インターチェンジ (福井県)（おおの：永平寺大野道路）
- 大野インターチェンジ (広島県)（おおの：広島岩国道路）
- 大野インターチェンジ (大分県)（おおの：中九州横断道路千歳大野道路）
- 大野神戸インターチェンジ（おおのごうど）
- 大野島インターチェンジ（おおのしま）
- 大野城出入口（おおのじょう）
- 大野原インターチェンジ（おおのはら）
- 大野東インターチェンジ（おおのひがし）
- 大橋ジャンクション（おおはし）
- 大浜出入口（おおはま）
- 大原インターチェンジ (岡山県)（おおはら：鳥取自動車道）
- 大原インターチェンジ (山口県)（おおばら：小郡道路）
- 大原野インターチェンジ（おおはらの）
- 大治本線料金所（おおはる）
- 大治北インターチェンジ（おおはるきた）
- 大治南インターチェンジ（おおはるみなみ）
- 大仁料金所（おおひと）
- 大仁中央インターチェンジ（おおひとちゅうおう）
- 大仁南インターチェンジ（おおひとみなみ）
- 大平インターチェンジ (沖縄県)（おおひら：国道330号・沖縄県道38号浦添西原線）
- 大衡インターチェンジ（おおひら）
- 大開出入口（おおひらき）
- 大平山インターチェンジ（おおひらやま）
- 大府インターチェンジ（おおぶ）
- 大府東海インターチェンジ（おおぶとうかい）
- 大船渡インターチェンジ（おおふなと）
- 大船渡北インターチェンジ（おおふなときた）
- 大船渡碁石海岸インターチェンジ（おおふなとごいしかいがん）
- 大府西インターチェンジ（おおぶにし）
- 大堀出入口（おおほり）
- 大曲インターチェンジ（おおまがり）
- 大三島インターチェンジ（おおみしま）
- 大宮インターチェンジ（おおみや）
- 大宮大台インターチェンジ（おおみやおおだい）
- 大牟田インターチェンジ（おおむた）
- 大牟田北インターチェンジ（おおむたきた）
- 大村インターチェンジ（おおむら）
- 大森インターチェンジ（おおもり）
- 大谷海岸インターチェンジ（おおやかいがん）
- 大谷スマートインターチェンジ（おおやスマート）仮称
- 大谷地インターチェンジ（おおやち）
- 大山川料金所（おおやまがわ）
- 大山崎インターチェンジ（おおやまざき）
- 大山崎ジャンクション（おおやまざき）
- 大和田出入口（おおわだ：阪神高速道路3号神戸線）
- 大鰐弘前インターチェンジ（おおわにひろさき）
- 岡崎インターチェンジ（おかざき）
- 岡崎東インターチェンジ（おかざきひがし）
- 雄勝こまちインターチェンジ（おがちこまち）
- 岡の辻インターチェンジ（おかのつじ）
- 岡谷インターチェンジ（おかや）
- 岡谷ジャンクション（おかや）
- 岡屋インターチェンジ（おかや）
- 岡山インターチェンジ（おかやま）
- 岡山ジャンクション（おかやま）
- 岡山総社インターチェンジ（おかやまそうじゃ）
- 荻窪インターチェンジ（おぎくぼ）
- 沖縄北インターチェンジ（おきなわきた）
- 沖縄南インターチェンジ（おきなわみなみ）
- 邑久インターチェンジ（おく）
- 奥白滝インターチェンジ（おくしらたき）
- 小倉インターチェンジ（おぐら：名阪国道）
- 巨椋インターチェンジ（おぐら：京滋バイパス）
- 巨椋池インターチェンジ（おぐらいけ）
- 巨椋池本線料金所（おぐらいけ）
- 小黒川スマートインターチェンジ（おぐろがわスマート）
- 桶川加納インターチェンジ（おけがわかのう）
- 桶川北本インターチェンジ（おけがわきたもと）
- 小郡インターチェンジ (中国自動車道)（おごおり）
- 小郡インターチェンジ (小郡道路)（おごおり）
- 長万部インターチェンジ（おしゃまんべ）
- 小瀬料金所（おぜりょうきんじょ）
- 小樽インターチェンジ（おたる）
- 小樽ジャンクション（おたる）
- 小樽塩谷インターチェンジ（おたるしおや）
- 小田原インターチェンジ（おだわら）
- 小田原本線料金所（おだわら）
- 小田原西インターチェンジ（おだわらにし）
- 小田原東インターチェンジ（おだわらひがし）
- 落合インターチェンジ（おちあい）
- 落合ジャンクション（おちあい）
- 小千谷インターチェンジ（おぢや）
- 小月インターチェンジ（おづき）
- 音威子府インターチェンジ（おといねっぷ）
- 尾頭橋出入口（おとうばし）
- 落部インターチェンジ（おとしべ）
- 音更帯広インターチェンジ（おとふけおびひろ）
- 乙房インターチェンジ（おとぼう）
- 音羽蒲郡インターチェンジ（おとわがまごおり）
- 小野インターチェンジ（おの）
- 小野田インターチェンジ（おのだ）
- 尾道インターチェンジ（おのみち）
- 尾道ジャンクション（おのみち）
- 尾道本線料金所（おのみち）
- 尾道大橋出入口（おのみちおおはし）
- 尾道北インターチェンジ（おのみちきた）
- 姨捨スマートインターチェンジ（おばすてスマート）
- 小幡インターチェンジ（おばた）
- 尾花沢インターチェンジ（おばなざわ）
- 尾花沢北インターチェンジ（おばなざわきた）
- 小浜インターチェンジ（おばま）
- 小浜西インターチェンジ（おばまにし）
- 帯広ジャンクション（おびひろ）
- 帯広川西インターチェンジ（おびひろかわにし）
- 小布施スマートインターチェンジ（おぶせスマート）
- 麻績インターチェンジ（おみ）
- 親不知インターチェンジ（おやしらず）
- 小矢部インターチェンジ（おやべ）
- 小矢部砺波ジャンクション（おやべとなみ）
- 小矢部東インターチェンジ（おやべひがし）
- 折立インターチェンジ（おりたて）
- 折元インターチェンジ（おりもと）
- 尾鷲北インターチェンジ（おわせきた）
- 尾鷲南インターチェンジ（おわせみなみ）
- 温根沼インターチェンジ（おんねとう）